# Isthmiade perpulchra
Isthmiade perpulchra là một loài bọ cánh cứng trong họ Cerambycidae.